# Goodyera bradeorum
Goodyera bradeorum är en orkidéart som beskrevs av Rudolf Schlechter. Goodyera bradeorum ingår i släktet knärötter, och familjen orkidéer. Inga underarter finns listade i Catalogue of Life.